# Арка Свободы украинского народа
Арка Свободы украинского народа (до 14 мая 2022 года носила название Арка Дружбы народов) — скульптурная композиция, достопримечательность города Киева, расположенная в Крещатом парке на правом, высоком берегу Днепра.

## Создание
На месте Арки в 1970-е годы находилась обзорная площадка и обзорное колесо. В 1979 году было решено построить на этом месте монумент в честь перехода Войска Запорожского в русское подданство, известного как воссоединение Украины с Россией, в виде металлической арки, под которой были расположены несколько скульптур. Скульптурно-архитектурная композиция была открыта 3 ноября 1981 года во время подготовки к празднованию 1500-летия Киева на месте летней эстрады, которую перенесли в Мариинский парк.
Открытие монумента планировалось провести в день провозглашения СССР, 30 декабря, но торжественная церемония была проведена раньше, в октябре, накануне 65-й годовщины Октябрьской революции 1917 года. На церемонии открытия выступил Первый секретарь Центрального Комитета Комунистической партии Украины Владимир Щербицкий. Авторами композиции были скульптор Александр Скобликов, архитекторы Игорь Иванов, Сергей Миргородский и Константин Сидоров.

## Описание

Вид на арку и окружающую местность с высоты со стороны Днепра

Арка дружбы народов состояла из трёх элементов: арки из титановых листов в виде огромной радуги, бронзовой скульптуры двух трудящихся и скульптуры из гранита со сценой из Переяславской рады. Монумент трудящихся представлял собой двухфигурную композицию (высота 6,2 м) рабочих — украинца и русского, совместно поднявших ленту с Орденом Дружбы народов. На постаменте скульптуры была размещена надпись из металлических букв на двух языках (русском и украинском): «В ознаменование воссоединения Украины с Россией» и «На ознаменування возз'єднання України з Росією». Вытянутая по горизонтали многофигурная композиция, посвящённая воссоединению Украины с Россией содержит статуи Богдана Хмельницкого и русского посла, боярина Василия Бутурлина. Скульптурные группы связывает арка-радуга, которая по замыслу авторов символизирует единение двух народов. За монументом расположена смотровая площадка, с которой открываются виды на Подол, Днепр и его левый берег.

## Демонтаж скульптуры рабочих
В рамках декоммунизации на Украине в мае 2016 года принято решение демонтировать Арку дружбы народов. О необходимости сноса монумента заявил министр культуры Украины Евгений Нищук. По его мнению, на этом месте следует установить памятник украинским военным, участвовавшим в войне в Донбассе. Позже в ведомстве уточнили, что над судьбой самой арки ещё подумают, но статую точно демонтируют.
Снос арки уже обсуждался в сентябре 2015 года, когда с такой инициативой выступил главный архитектор Киева Сергей Целовальник. По словам директора Украинского института национальной памяти из всей композиции сносу подлежит лишь скульптура двух мужчин, которые держат в руках серп и молот.
В конце февраля 2017 года власти передумали демонтировать Арку, так как снос памятника обойдётся стране в 200 тысяч гривен.
В апреле 2022 года, вследствие российской войны против Украины, было принято решение демонтировать скульптуры рабочих, а арку переименовать и подсветить в цвета украинского флага. 26 апреля 2022 года скульптурная часть монумента была демонтирована. Во время демонтажа бронзовой скульптурной группы у фигуры, символизировавшей россиянина, отвалилась голова. Архитектор и один из авторов скульптурной композиции Сергей Миргородский в своем интервью во время демонтажа памятника заявил: «Испытываю радость. Наконец-то! Дружба с Россией окончена. Поэтому этот памятник, как дружба великих народов когда-то, превращается во вражду Украины и России. А иметь памятник вражды — это грех».

## Акция «Трещина»
23 ноября 2018 года активисты изобразили на арке Дружбы народов в Киеве трещину в знак солидарности с украинскими политзаключёнными, которых удерживают в российских тюрьмах. Этот проект реализовали несколько общественных организаций. По информации одной из активисток, все разрешения на эту акцию они получили. Контур «трещины» нанесли с помощью подъёмника.

## Лишение статуса памятника истории
В апреле 2024 года Министерство культуры и информационной политики Украины сняло статус памятника истории с данного объекта и разрешила его демонтаж.